# Alex Telles
Alex Nicolao Telles (* 15. Dezember 1992 in Caxias do Sul) ist ein brasilianischer Fußballspieler.

## Karriere

### Verein
Alex Telles gab sein Debüt als Spieler bei EC Juventude am 24. Januar 2011 gegen EC São José. Sein erstes Pflichtspieltor erzielte Telles am 20. August 2011 gegen den EC Cruzeiro. Im Januar 2013 wechselte der Außenverteidiger zum Grêmio FBPA und wurde auf Anhieb zum Stammspieler. Nach seiner ersten Saison wurde er mit Grêmio Vizemeister der Série A. Telles absolvierte 34 Spiele und erzielte ein Tor, außerdem wurde er zum besten linken Außenverteidiger der Saison 2013 gewählt. 
Im Januar 2014 wechselte Alex Telles für eine Ablöse von 6,15 Millionen Euro zum türkischen Traditionsverein Galatasaray Istanbul. Er hatte bei Galatasaray einen 4,5-Jahres-Vertrag unterschrieben und verdiente im 1. Jahr 1,4 Millionen, im 2. Jahr 1,5 Millionen, 3. Jahr 1,6 Millionen, 4. Jahr 1,7 Millionen. Außerdem soll der Spieler bei 15 Offiziellen Spielen 150.000 EURO Bonus erhalten und bei einer ganzen Saison 250.000 EURO.
Sein erstes Tor für Galatasaray erzielte Telles am 8. März 2014 gegen Akhisar Belediyespor. Galatasaray verpflichtete Telles mit der Hoffnung für die seit eher problematische Position des Linksverteidigers eine langfristige Lösung gefunden zu haben. Auf dieser Position blieb Telles sowohl nach Ansicht der türkischen Fachpresse als auch der Fans hinter den Erwartungen. So wurde er immer wieder mit anderen europäischen Teams in Verbindung gebracht. Am letzten Tag der Sommertransferperiode 2015 wurde er mit einer anschließenden Kaufoption an Inter Mailand, bei dem mit Roberto Mancini Melos ehemaliger Trainer bei Galatasaray tätig war, ausgeliehen. Die Lombarden zahlten für Telles eine Leihgebühr von 1,55 Millionen Euro, wobei die festgelegte Ablösesumme sich auf 8,5 Millionen Euro beziffert wurde. Mit ihm wurde auch sein brasilianischer Teamkollege Felipe Melo an Inter Mailand abgegeben.
Inter Mailand hatte nach der Saison kein weiteres Interesse an Telles. Er wechselte daraufhin nach Portugal zum FC Porto. Porto bezahlte für den Außenverteidiger eine Ablösesumme von 6,5 Millionen Euro.
Anfang Oktober 2020 wechselte Telles kurz vor dem Ende der Transferperiode in die Premier League zu Manchester United. Er unterschrieb einen Vertrag bis zum 30. Juni 2024 mit einer Option auf ein weiteres Jahr.
Für die Saison 2022/23 wechselte Telles auf Leihbasis in die spanische Primera División zum FC Sevilla. Er bestritt 27 von 38 möglichen Ligaspielen für Sevilla, sechs Spiele in der Champions League und fünf Spiele in der Europa League. Die Saison endete mit dem Gewinn der Europa League 2022/23.
Im Juli 2023 wechselte er nach Saudi-Arabien zum Al-Nassr FC. Im September 2024 kehrte Telles in seine Heimat zurück, wo er beim Botafogo FR in Rio de Janeiro unterzeichnete. Der Kontrakt erhielt eine Laufzeit bis Dezember 2026. Mit dem Klub gewann er zum Ende des Jahres die Copa Libertadores 2024 und die Campeonato Brasileiro Série A 2024.

### Nationalmannschaft
Im März 2019 nominierte Nationaltrainer Tite Telles erstmals für die A-Auswahl. Er ersetzt den verletzten Filipe Luís und stand damit im Kader für die Länderspiele gegen Panama und Tschechien am 23. und 26. März 2019. Seinen ersten Einsatz hatte er dann am 23. März 2019 im Spiel gegen Panama, in dem er in der Startelf stand.
Bei der Fußball-Weltmeisterschaft 2022 in Katar gehörte er zum brasilianischen Kader, wo er in den beiden letzten Gruppenspielen eingesetzt wurde. Aufgrund einer Knieverletzung, die er im letzten Gruppenspiel gegen Kamerun erlitt, konnte er im Achtel- und Viertelfinale nicht eingesetzt werden.

## Erfolge
Galatasaray Istanbul
- Türkischer Meister: 2015
- Türkischer Pokalsieger: 2014, 2015

FC Porto
- Portugiesischer Meister: 2018
- Portugiesischer Supercupsieger: 2018

FC Sevilla
- Europa-League-Sieger: 2023

Botafogo
- Copa Libertadores: 2024
- Campeonato Brasileiro de Futebol: 2024

Auszeichnungen
- Prêmio Craque do Brasileirão: Auswahl des Jahres 2013